# Innis Mhòr

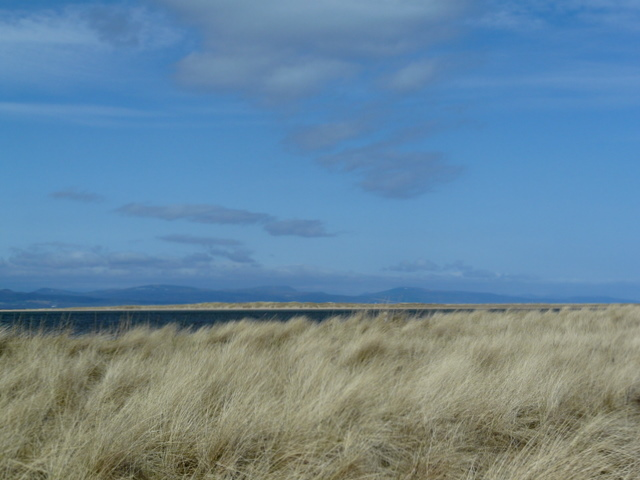
Vista de l'illa

Innis Mhòr és una illa a l'estuari Dornoch, prop de la costa est d'Escòcia en el Regne Unit. Es tracta d'una illa de 26 hectàrees (64 acres) d'extensió i és en gran part, exclusivament format per dunes de sorra en moviment. Cap punt de l'illa té una alçada superior a 5 metres (16 peus) sobre el nivell del mar.
Gairebé segur mai ha estat habitada de forma permanent. La localitat més propera és Inver cap al sud, (que està a 5 quilòmetres (3,1 milles) a l'oest de Portmahomack) mentre que la ciutat de Tain es troba a 8 quilòmetres (5,0 milles) a l'est.
La fauna local inclou importants poblacions d'àguila pescadora (10 parells que representen al voltant del 10% de la població reproductora del Regne Unit), tètol cuabarrat, oca comuna i dels anàtids més comuns amb espècies com el becut, el territ variant, la garsa de mar i el xarxet.